# Scott Turner (songwriter)
Scott Turner, geboren als Graham Morrison Turnbull (Sydney, augustus 1931 - Cobleskill, 9 februari 2009), was een Canadese producent en songwriter.

## Geschiedenis
Turner leerde zichzelf in 1955 tijdens zijn tijd aan het college in Iowa het gitaarspelen, toen hij wegens een sportblessure zijn ambities als atleet niet kon waarmaken. In 1956 ging hij voor een postgraduaat-opleiding naar Lubbock, waar hij Buddy Holly kennen leerde, waarmee hij dertien songs schreef. Na twee jaar als gitarist in Tommy Sands band raakte hij tijdens een Australië-reis bevriend met Johnny O'Keefe, wiens eerste nummer 1-hit She's My Baby hij schreef en voor wie hij een contract bemiddelde bij Liberty Records. Daarna was hij gitarist en muzikaal leider voor Guy Mitchell en Eddy Fisher.
Zijn eerste ervaringen als muziekproducent maakte hij bij het label A&M Records van zijn vriend Herb Alpert. Daarna werkte hij als producent voor Liberty Records en Imperial Records, waar hij albums produceerde voor Slim Whitman en sessies leidde voor Roy Clark, Vickie Carr, Del Reeves, Rosemary Clooney, Jerry Wallace en Jimmy Bryant. In 1962 ontdekte hij Harry Nilsson en zette hem in als zanger in een demo-opnamesessie.
Turner schreef meer dan 400 songs, onder andere met John Marascalco, Audie Murphy, Doc Pomus, Tommy Sands, Buddy Holly en Guy Mitchell, die werden opgenomen door veel fameuze artiesten, waaronder Dean Martin, Charley Pride, Gene Vincent, Wanda Jackson en vele anderen.

## Overlijden
Scott Turner overleed in februari 2009 op 77-jarige leeftijd.

## Succesnummers
- 1958: Slim Whitman – Put Your Trust in Me (USA)
- 1959: Johnny O'Keefe – Own True Self (USA)
- 1959: Johnny O'Keefe – She's My Baby (drie keer in Australië)
- 1959: Johnny O'Keefe – Don't You Know Pretty Baby (Australië)
- 1959: Tommy Sands – Blue Ribbon Baby (USA)
- 1959: Tommy Sands – The Worry Kind (USA)
- 1960: Tommy Sands – I Ain't Gettin' Rid of You (USA)
- 1961: Gene Vincent – If You Want My Lovin' (Engeland)
- 1962: Jerry Wallace – Shutters and Boards (USA)
- 1963: Baja Marimba Band – Comin in the Back Door (USA)
- 1963: Wynn Stewart – Does He Love You Like I Do (USA)
- 1964: Dave Dudley – Truckers Prayer (USA)
- 1964: Herb Alpert & Tijuana Brass – Mexican Drummer Man (Engeland)
- 1964: Roy Clark – When the Wind Blows in Chicago (USA)
- 1964: Tennessee Ernie Ford – Hicktown (USA)
- 1965: Red Simpson - Nitro Express (USA)
- 1965: Roy Clark – The Color of Her Love Is Blue (USA)
- 1965: Wanda Jackson – My First Day Without You (USA)
- 1966: Penny DeHaven – Another Day of Lovin' (USA)
- 1967: Slim Whitman - Take It From Me (Engeland)
- 1971: Slim Whitman – Shutters and Boards (USA)
- 1998: Charley Pride – Shutters and Boards (Engeland)